# زندگی در یک سال
زندگی در یک سال (به انگلیسی: Life in a Year) یک فیلم عاشقانه و درام آمریکایی به کارگردانی میتجا اوکورن با بازی کارا دلوین، جیدن اسمیت، نیا لانگ، کوبا گودینگ جونیور، رزا و کریس د لیا است.

## خلاصه
دارین پسری از یک خانواده ثروتمند است که پدر او بر خلاف علاقه وی خواهان ورود او به دانشگاه هاروارد و ادامه تحصیل هستند دارین در جریان یک اتفاق با دختری به نام ایزابل برخورد می‌کند و به شدت شیفته و عاشق ایزابل می‌شود و ایزابل به کلی زندگی دارین را تغییر می‌دهد. دارین علاقه‌ی زیادی به آهنگ‌های رپ دارد و ایزابل سعی دارد در این مسیر به او کمک کند. در خلال ارتباطات دارین متوجه می‌شود که ایزابل در حال دست و پنجه نرم کردن با بیماری سرطان است و در کم‌تر از یک سال جان خود را از دست می‌دهد.
دارین تصمیم می‌گیرد یک برنامه بنویسد و کاری کند ایزابل نهایت استفاده را از زمان باقی مانده‌ی خود داشته باشد و داستان از اینجا وارد مرحله‌ی جدیدی می‌شود...

## فیلمبرداری
فیلم‌برداری اصلی در آوریل ۲۰۱۷، در تورنتو، کانادا آغاز شد. 